# Hayastani Ankaxowt'yan Gavat' 2010
La Coppa dell'Indipendenza 2010 è stata la 19ª edizione della Coppa nazionale armena. Il torneo è iniziato il 23 marzo e si è concluso il 10 maggio 2010. Il Pyunik ha vinto la coppa per la quinta volta, la seconda consecutiva, battendo in finale il Banants.

## Formula
Alla Coppa hanno partecipato solo le 8 squadre della Bardsragujn chumb 2010. Quarti di finale e semifinali si sono giocati con partite di andata e ritorno, la finale in gara unica.

## Quarti di finale
| Squadra 1   | Totale | Squadra 2 | Andata | Ritorno |
| ----------- | ------ | --------- | ------ | ------- |
| Ganjasar    | 1 – 3  | Ulisses   | 1 – 1  | 0 – 2   |
| P'yownik    | 2 – 0  | Impuls    | 1 – 0  | 1 – 0   |
| Širak       | 0 – 4  | Banants   | 0 – 1  | 0 – 3   |
| Mika Erevan | 4 – 0  | Kilikia   | 3 – 0  | 1 – 0   |

## Semifinali
| Squadra 1 | Totale | Squadra 2   | Andata | Ritorno |
| --------- | ------ | ----------- | ------ | ------- |
| Ulisses   | 0 – 3  | P'yownik    | 0 – 2  | 0 – 1   |
| Banants   | 3 – 1  | Mika Erevan | 1 – 1  | 2 – 0   |

## Finale
| Erevan 10 maggio 2010, ore 17:00 CEST                                          | P'yownik  | 4 – 0 referto | Banants | Stadio Hanrapetakan |
| \| \| \| \| \| Manoyan 14’ Pizzelli 41’ Ghazaryan 45+3’ 70’ \| Marcatori \| \| |           |               |         |                     |
|                                                                                |           |               |         |                     |
| Manoyan 14’ Pizzelli 41’ Ghazaryan 45+3’ 70’                                   | Marcatori |               |         |                     |